# Tomás Muniesa
Tomás Muniesa, aussi Muniessa, né le 21 décembre 1627 à Alarcón et décédé le 17 novembre 1696 à Parme, est un jésuite et théologien espagnol.

## Biographie
Entré chez les Jésuites en 1649, il enseigna ensuite la rhétorique à Saragosse, la philosophie à Tarazona puis pendant 18 ans la théologie à Barcelone. Il occupa également les fonctions de recteur des collèges de Saragosse et de Barcelone, de qualificateur du Saint Office, examinateur synodal du diocèce de Saragosse, et de provincial d'Aragon. Il meurt à Parme, lors d'un voyage à Rome, pour prendre part à la Congrégation générale en sa qualité de provincial. En philosophie, il est proche des positions du jésuite valencien Matías Borrull.

## Œuvres
- Disputationes de essentia et attributis Dei, Barcinonae, 1687 ;
- Disputationes scholasticae de mysteriis incarnationis et eucharistiae, Barcinonae, Typis Iosephi Llopis, 1689 ;
- Stimulus conscientiae exprobatoribus sanctorum et theologorum doctrinis, pro rectitudine morum in viam legis, et salutis aeternae, Caesaraugustae, 1696 ;
- Disputationes scholasticae de providentia Dei, de fide divina et de baptismo. Opus posthumum, Caesaraugustae, 1700.